# Peter Dickinson (Schriftsteller)
Peter Malcolm de Brissac Dickinson OBE FRSL (* 16. Dezember 1927 in Livingstone, Nordrhodesien; † 16. Dezember 2015 in Winchester) war ein britischer Schriftsteller.

## Leben
Der Autor wurde 1927 im britischen Protektorat Nordrhodesien geboren, wuchs in England auf und besuchte in Cambridge die Universität. 
Für 17 Jahre arbeitete er für das Magazin „Punch“. Außerdem schrieb er zahlreiche Bücher, die mit renommierten Preisen ausgezeichnet wurden. So erhielt er jeweils zweimal den CWA Gold Dagger (1968 und 1969) sowie die Carnegie Medal (1979 und 1980); zudem bekam er unter anderem den Phoenix Award (2001), den Grand prix de littérature policière (2002) und den Rattenfänger-Literaturpreis (2004). Neben Romanen verfasste Dickinson auch Lyrik.
Dickinson lebte mit seiner zweiten Frau in Südengland. Er hatte vier Kinder und sechs Enkelkinder. Er starb im Dezember 2015 an seinem 88. Geburtstag.

## Werke (Auswahl)

### Krimis
- Das Giftorakel (The Poison Oracle, 1974). München: Goldmann Vlg., 1974 ISBN 3442043794; Zürich: Diogenes Vlg., 1987. ISBN 3257215207
- Ein wandelnder Leichnam (Walking Dead, 1977). München: Droemer Knaur Vlg., 1982. ISBN 3426049309
- Wodka konserviert (Lively Dead, 1975): München: Goldmann Vlg., 1975. ISBN 3442044979
- Das letzte Fest (The Last House Party, 1982). München: Droemer Knaur Vlg. 1983. ISBN 3426049384
- Die Spur der Hindin (Hindsight, 1983). München: Droemer Knaur Vlg. 1984. ISBN 3426049546
- Tod eines Einhorns (Death of a Unicorn, 1984). Zürich: Diogenes Vlg. 1989. ISBN 3257217722
- Tefuga (Tefuga, 1986). Zürich: Diogenes Vlg., 1988.  ISBN 3257216653

#### James Pibble
1. Rächende Vergangenheit (Skin Deep, aka: The Glass-Side Ants Net, 1968). München: Goldmann Vlg., 1976. ISBN 3442045657
2. Helden scharenweise (A Pride of Heroes, aka: Old English Peep Show, 1969). München: Goldmann Vlg., 1973. ISBN 3442042569
3. Zurück nach Babylon (The Seals, aka: The Sinful Stones, 1970). München: Goldmann Vlg., 1975. ISBN 344230279X
4. Tödlicher Ehrgeiz (Sleep and His Brother, 1971). München: Goldmann Vlg., 1973. ISBN 3442258707
5. Ein Tropfen Gift im Becher (Lizard in the Cup, 1972). München: Goldmann Vlg., 1972. ISBN 3442042429
6. Mit einem Bein im Grab (One Foot in the Grave, 1979). München: Droemer Knaur Vlg. 1982. ISBN 3426049279

### SF & Fantasy
- The Weathermonger, 1968
- Das grüne Gen (The Green Gene, 1973). München: Heyne Vlg., 1978. ISBN 3453304810
- The Blue Hawk, 1976
- King & Joker, 1976
- Eva (Eva, 1988). Zürich: Diogenes Vlg., 1991. ISBN 3257226543

### Kinderbücher
- Tanzbär (The Dancing Bear, 1972). Hamburg: Carlsen Vlg., 2003. ISBN 3551580758
- Suth und Noli. Die Kinder des Mondfalken:

1. Suth's Story, 1998
2. Noli's Story, 1998
3. Ko's Story, 1998
4. Mana's Story, 1998
5. Ko und Mana, 2000

## Auszeichnungen
- 1968: CWA Gold Dagger für Skin Deep
- 1969: CWA Gold Dagger für A Pride of Heroes
- 1977: Guardian Award für The Blue Hawk
- 1979: Carnegie Medal für Tulku
- 1979: Costa Book Award für Tulku
- 1980: Carnegie Medal für City of Gold
- 1990: Costa Book Award für AK
- 1995: Katholischer Kinder- und Jugendbuchpreis für Der brennende Dornbusch
- 1999: Eule des Monats
- 1999: Fellow der Royal Society of Literature
- 2001: Phoenix Award für The Seventh Raven
- 2002: Michael L. Printz Award (Printz Honor) für The Ropemaker
- 2002: Grand prix de littérature policière für Retour chez les vivants
- 2004: Rattenfänger-Literaturpreis für Tanzbär
- 2008: Phoenix Award für Eva
- 2009: Officer des Order of the British Empire